# 生活保護法指定医療機関
生活保護法指定医療機関（せいかつほごほうしていいりょうきかん）とは、生活保護法による医療扶助を行うための医療を担当する機関である。

## 指定者
- 国の開設した医療機関 - 厚生労働大臣[1]
- それ以外の医療機関 - 都道府県知事、政令指定都市市長及び中核市市長

## 役割

### 生活保護法による医療扶助
生活保護法による医療扶助は、本法の扶助の一つとして、困窮のため最低限度の生活を維持することのできない方に対して医療の給付を行うものであり、指定医療機関はその医療を提供する。国民の医療を保障する制度としては、本法のほか健康保険法、国民健康保険法等の医療保険制度、感染症の予防及び感染症の患者に対する医療に関する法律、障害者総合支援法等があるが、これらの制度はいずれも適用範囲が限られている等から、最終的な医療の保障は医療扶助が行うことになる。各市町村を担当する福祉事務所から医療扶助を委託されるのが生活保護法指定医療機関である。

### 中国残留邦人等支援法による支援給付
中国残留邦人等が置かれている特別な事情に鑑み、日常生活又は社会生活を円滑に営むことができるようにするために「中国残留邦人等支援法（中国残留邦人等の円滑な帰国の促進  並びに永住帰国した中国残留邦人等及び特定配偶者の自立の支援に関する法律）」により、永住帰国援護や中国残留邦人等に対する支援給付等が行われている。支援給付のうち、医療については医療支援給付として給付されることとなっているが、この取扱いについては、基本的に生活保護法による医療扶助に準じた取扱いをすることとなっている。

## 義務
- 指定医療機関は、福祉事務所に代わって直接、被保護者等に医療の給付を行うことになるため、生活保護法による保護及び中国残留邦人等支援法による支援の趣旨を十分に理解しなければならない[3]。
- 指定医療機関は被保護者等の医療について、知事の行う指導等を受けなければならない場合がある[3]。
- 2014年（平成26年）7月1日から指定医療機関の指定の有効期間（更新制）が導入され、6年ごとにその更新を受けなければ、その期間の経過によってその効力を失う（生活保護法第  49条の3第1項）ため、引き続いて指定を受ける場合は、有効期間の満了日までに更新手続を行わなければならない。（更新手続が不要とされている医療機関を除く。）  また、下表[3]のような届出を要する事由が生じたときは、当該医療機関の所在地の福祉事務所又は都道府県民局（健康福祉事務所）に届け出なければならない。（生活保護法施行規則第10条、第14条及び第15条）[3]。

| 届け出を要する事項 | 届け出の種類                     |
| --- | -------------------------------- |
| ○医療機関（病院、診療所、薬局、訪問看護ステーション）が 新たに生活保護法による指定を受ける場合 ○指定医療機関が生活保護法による指定の更新を受ける場合                                                 | 指定（更新）申請書 誓約書        |
| ○以下の事項に変更があった場合 ・医療機関名称 ・住居表示の変更 ・開設者名称・氏名 ・管理者（住所・氏名・生年月日も明記すること） 等                                                                   | 変更届                           |
| ○事業自体を廃止する場合 ・指定医療機関を廃止する場合 ・開設者が死亡した場合 等 | 廃止届                           |
| ○以下の事由が発生する場合 ・移転する場合 ・開設者が交代する場合 ア個人から個人（Ａ→Ｂ） イ個人から法人、又は法人から個人 ウ法人が別法人へ変更する場合 ・病院から診療所、診療所から病院へ変更する場合 | 指定（更新）申請書 誓約書 廃止届 |
| ○指定医療機関を休止する場合 | 休止届                           |
| ○休止した指定医療機関を再開した場合 | 再開届                           |
| ○指定を辞退する場合 （30日以上の予告期間を設けること） | 辞退届                           |
| ○処分を受けた場合 | 処分届                           |